# Saint-Maurice-les-Brousses
Saint-Maurice-les-Brousses – miejscowość i gmina we Francji, w regionie Nowa Akwitania, w departamencie Haute-Vienne.
Według danych na rok 1990 gminę zamieszkiwały 553 osoby, a gęstość zaludnienia wynosiła 51 osób/km² (wśród 747 gmin Limousin Saint-Maurice-les-Brousses plasuje się na 235. miejscu pod względem liczby ludności, natomiast pod względem powierzchni na miejscu 540.).

## Populacja

Populacja Saint-Maurice-les-Brousses w latach 1962–2008